# Đavolja varoš
Đavolja Varoš, en serbe cyrillique Ђавоља Варош, la « ville du Diable », est une région et un monument naturel du sud de la Serbie.

## Présentation

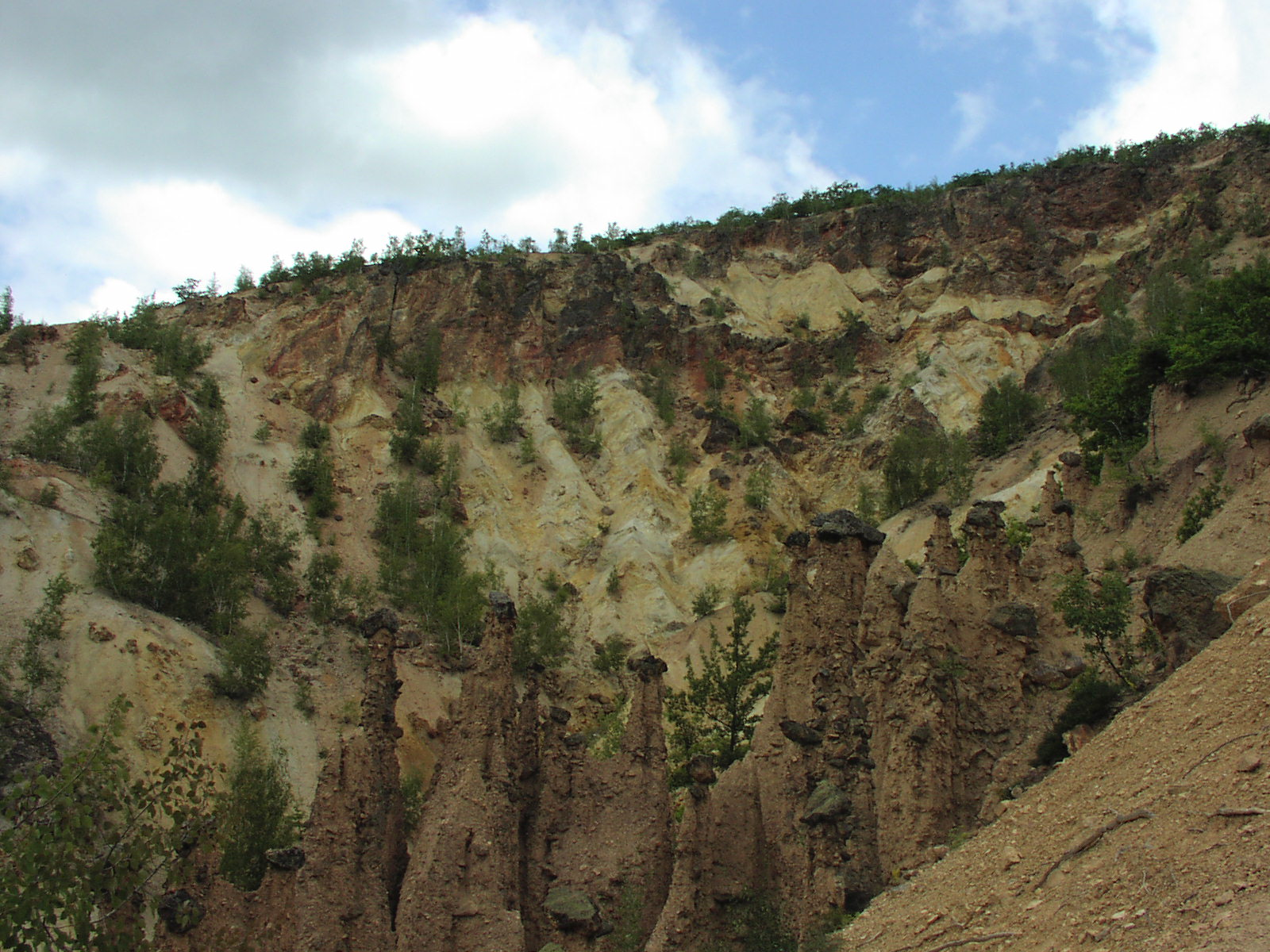
Đavolja Varoš

Le site de Đavolja varoš est situé dans les monts Radan et à 27 km au sud-est de la ville de Kuršumlija. Il offre des formations géologiques en forme de pyramides de terre (cheminées de fées), formées par l'érosion.
Plusieurs sources minérales sont situées juste aux pieds des pyramides géologiques. Elles sont particulièrement riches en éléments minéraux. La source appelée Đavolja voda (en serbe cyrillique : Ђавоља вода), l'« eau du Diable », possède un taux d'acidité particulièrement élevé (PH 1,5). L'autre source principale du site porte le nom de Crveno vrelo (Црвено врело), le  « puits rouge ».

## Protection

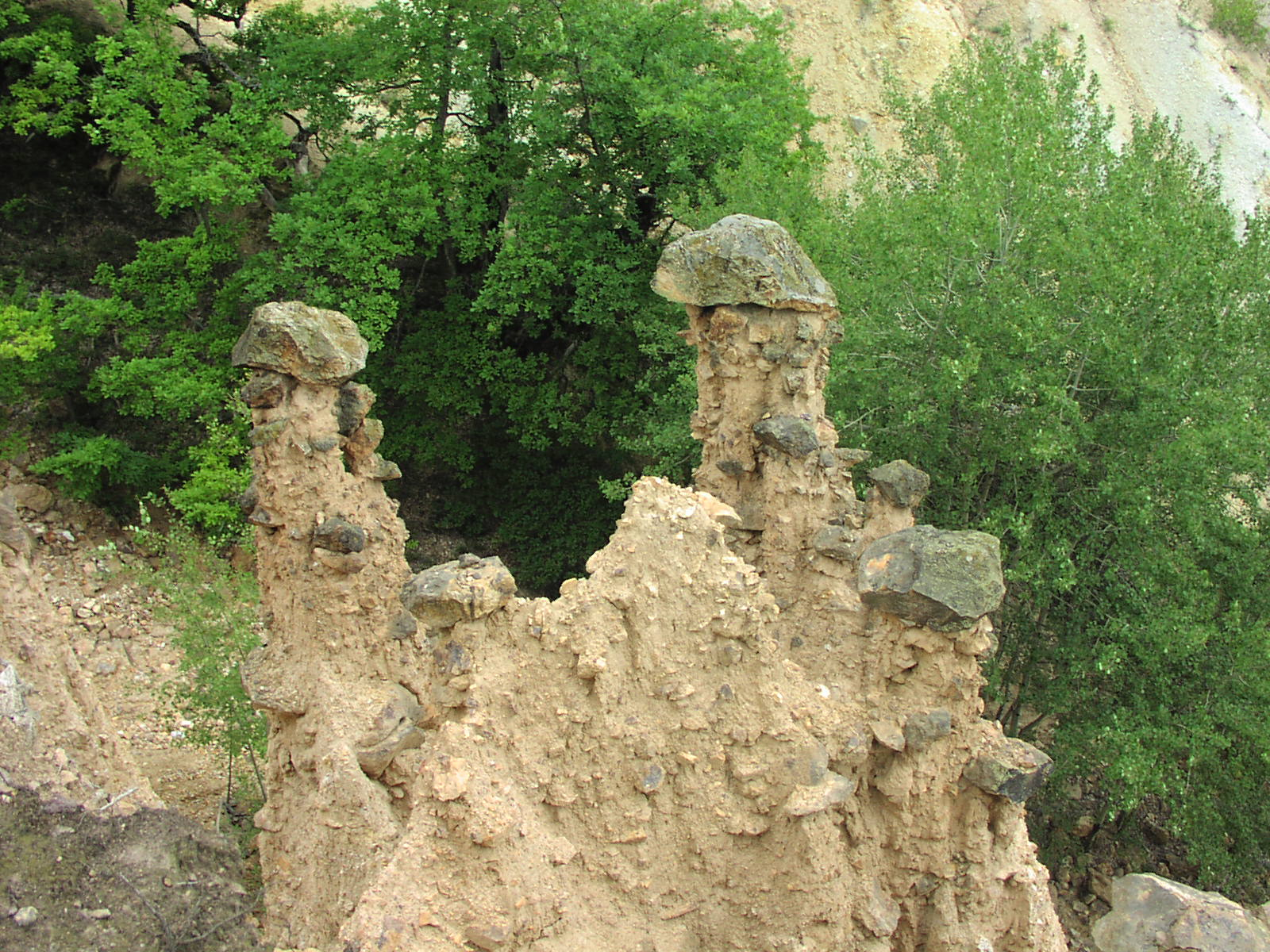
Đavolja Varoš

Depuis 1959, le site de Đavolja varoš a été placé sous la protection de l'État et, en 1995, par une décision du gouvernement serbe, il a été déclaré bien naturel national d'importance majeure.
En 2002, le Gouvernement de le Serbie a  proposé l'inscription du site au patrimoine mondial de l'humanité.
En 2007, le site a été retenu pour la désignation des Sept nouvelles merveilles du monde ; lors de cette élection, il est arrivé en 27e position.

## Légende
Plusieurs légendes entourent le phénomène géologique de la Đavolja varoš, provoqué par une activité volcanique, vieille de plusieurs millions d'années. L'une des plus répandues prétend que les pyramides de terre représentent une punition divine ; les formations elles-mêmes proviendraient des invités d'un mariage, pétrifiés.